# Нифай
Ни́фай (англ. Nephi) — город в округе Джуаб, штат Юта (США). По данным переписи за 2010 год число жителей города составляло 5389 человек, по оценке Бюро переписи США в 2015 году в городе проживал 5560 человек (84-я строчка в списке крупнейших городов штата).

## Географическое положение
По данным Бюро переписи населения США город имеет общую площадь в 10,8 км². Через Нифай проходит межштатная автомагистраль I-15. Город находится в начале ущелья Солт-Крик, на северо-востоке находится северный пик горы Нибо, на юго-востоке — горы Ред-Клифс.

## История
Как и многие населённые пункты Юты, Нифай был основан поселенцами-мормонами. Летом 1851 года Джозеф Хейвуд и Джесси Фокс были направлены церковью основать город на реке Солт-Крик. До 1882 года почтовый офис поселения назывался Солт-Крик. Город был переименован в честь пророка движения святых последних дней Нефия. В 1882 году он стал административным центром округа Джуаб, был инкорпорирован в 1889 году. Жители города занимались сельским хозяйством и скотоводством. В городе развивалась соляная промышленность, затем была построена мельница.
В мае 1879 года в Нифай провели железную дорогу, что привело к значительному росту города. В начале XX века основная железная линия была перенесена на запад. К середине века в Нифае появилось несколько пищевых компаний.

## Население
По данным переписи 2010 года население Нифая составляло 5389 человек (из них 50,8 % мужчин и 49,2 % женщин), в городе было 1690 домашних хозяйств и 1357 семей. На территории города было расположено 1850 построек со средней плотностью 171,3 постройки на один квадратный километр суши. Расовый состав: белые — 96,0 %, афроамериканцы — 0,4, азиаты — 0,2 %, коренные американцы — 0,3 %.
Население города по возрастному диапазону по данным переписи 2010 года распределилось следующим образом: 34,9 % — жители младше 18 лет, 3,7 % — между 18 и 21 годами, 50,8 % — от 21 до 65 лет и 10,6 % — в возрасте 65 лет и старше. Средний возраст населения — 30,2 лет. На каждые 100 женщин в Нифае приходилось 103,1 мужчин, при этом на 100 совершеннолетних женщин приходилось 97,2 мужчин сопоставимого возраста.
Из 1690 домашних хозяйств 80,3 % представляли собой семьи: 67,8 % совместно проживающих супружеских пар (36,7 % с детьми младше 18 лет); 9,0 % — женщины, проживающие без мужей и 3,5 % — мужчины, проживающие без жён. 19,7 % не имели семьи. В среднем домашнее хозяйство ведут 3,13 человека, а средний размер семьи — 3,57 человека. В одиночестве проживали 17,8 % населения, 7,3 % составляли одинокие пожилые люди (старше 65 лет).

## Экономика
В 2014 году из 3780 человек старше 16 лет имели работу 2393. При этом мужчины имели медианный доход в 49 661 долларов США в год против 32 056 долларов среднегодового дохода у женщин. В 2014 году медианный доход на семью оценивался в 57 817 $, на домашнее хозяйство — в 55 066 $. Доход на душу населения — 17 589 $ в год.